# Filipa Sousa
Filipa Sousa (født 2. marts 1985) er en portugisisk sanger. Hun repræsenterer Portugal ved Eurovision Song Contest 2012 med sangen "Vida minha".